# Fígols i Alinyà
Fígols i Alinyà est une commune de la comarque de l'Alt Urgell dans la province de Lleida en Catalogne (Espagne).

## Géographie
Commune située dans les Pyrénées